# Sonny Burgess
Albert Austin 'Sonny' Burgess (Newport (Arkansas), 28 mei 1929 – Little Rock (Arkansas), 18 augustus 2017) was een Amerikaanse boogiewoogie- en rockabillyzanger en -gitarist. Hij wordt beschouwd als een van de beroemdste rockabilly-zangers en was een van de vele Sun Records-artiesten die daar in de jaren 1950 opkwamen.

## Biografie
Geboren als Albert Burgess, genoemd naar zijn vader, noemde iedereen hem al snel 'Sonny'. Op de middelbare school speelde hij voor het eerst in een band als gitarist met Paul Waney (zang), Ray Hubbard (bas) en de Kennedy Twins op de piano. Burgess studeerde in 1948 af van de middelbare school en trad kort daarna op met de latere Freddie Hart. Maar toen werd Burgess opgeroepen voor het leger, waarbij hij zijn tijd doorbracht in Heidelberg.
Na zijn ontslag in 1953 formeerde hij samen met oude bandleden The Moonlighters. Toen Elvis Presley de eerste rockabilly-titel That's Allright Mama uitbracht in 1954, namen Burgess en zijn band voor het eerst ook rock-'n-roll- en rockabilly-nummers op in hun repertoire. In oktober 1955 kregen ze de kans om met Elvis te spelen in de Silver Moon Club. Beïnvloed door Elvis, veranderden de Moonlighters nu hun naam in The Pacers. Net als Elvis Presley werd Burgess ook sterk beïnvloed door oudere bluesmuzikanten. Terwijl Arthur Crudup een van de favorieten van Presley was, werd Burgess op dezelfde manier beïnvloed door de Tennessee blueszanger en pianist Clarence Lofton, die ook zijn ritmische spel ondersteunde met fluiten en beukende voeten. Loftons Brown Skin Girls uit de jaren 1930 is bijvoorbeeld de sjabloon voor Burgess' eigen Truckin' Down the Avenue, die hij later zou opnemen voor Sun Records.
In 1956 reisden Burgess and the Pacers naar Memphis (Tennessee) om auditie te doen bij Sam Phillips. Phillips was onder de indruk van Burgess en zijn band en contracteerde ze bij zijn Sun Records. De eerste single We Wanna Boogie/Red Headed Woman verscheen in september van hetzelfde jaar. Na een uitgebreide tournee met andere Sun-grootheden als Carl Perkins, Johnny Cash, Warren Smith en Roy Orbison, keerden ze terug naar Memphis en brachten ze hun tweede single uit. Al hun platen werden regionaal goed verkocht, maar Phillips had niet het geld om de titels landelijk op de markt te brengen. Burgess bleef bij Sun tot 1959, na de scheiding van The Pacers eindigde zijn contract met Sun.
Vervolgens werd Burgess lid van Conway Twitty's begeleidingsband, die hij ook bij Sun had ontmoet. Hij werkte tot 1961 met hem samen. Na een single met Abdur Records tekende hij een contract bij Razorback Records met zijn nieuwe band The Kings. De muziek moest echter een vrijetijdsbesteding blijven, aangezien hij werk had gevonden in de sportwinkel van zijn zwager. Vervolgens gaf hij de muziek volledig op en werkte hij de volgende 15 jaar in een bedrijf in St. Louis. Toen de revival van rockabilly de oude rockabillies de kans gaf om weer op te treden, bleef Burgess aanvankelijk op de achtergrond en bleef hij werken. Pas tien jaar later hervatte hij zijn carrière met een reis naar het Verenigd Koninkrijk en trad daar op. Hij tekende opnieuw bij Sun en trad opnieuw op. In 1999 werd hij ingewijd in de Europe Rock'n'Roll Hall of Fame.Tot het einde verschenen opnieuw Sonny Burgess en de nieuw opgerichte Legendary Pacers. In 2006 traden ze op tijdens het Newport Folk Festival en werden regelmatig vertegenwoordigd op het Las Vegas Rockabilly Festival. Ze werden in 2002 ingewijd in de Rockabilly Hall of Fame.

## Overlijden
Sonny Burgess overleed in augustus 2017 op 88-jarige leeftijd.

## Discografie

### Singles
- 1956:	We Wanna Boogie / Red Headed Woman
- 1957:	Ain't Got a Thing / Restless
- 1958:	My Bucket's Got a Hole In It / Sweet Misery
- 1958:	Thunderbird / Itchy
- 1960:	Sadie's Back in Town / A Kiss Goodnite
- 1963:	That Girl Next Door / Today
- 1964:	Lawdy Miss Claudia / Willie and the Hand Jive
- 1965:	Mary Lou / It Is Wrong
- 1966:	School Days / Lonely Hours
- 1967:	St. Louis Blues / Bamboo
- 1967:	Don't Let Me Hand Around / Restless
- 1967:	Odessa / Fraulein
- 1968:	500 Miles / Tuesday, Tomorrow and Forever
- 1968:	Blues Stay Away From Me / Fraulein
- 1976:	Honey Hush / Matchbox

### Albums
- 1969: Country Rock
- 1976: The Old Gang
- 1984: We Wanna Boogie
- 1985: Sonny Burgess and the Pacers
- 1986: Raw Deal
- 1986: Spellbound
- 1989: We Wanna Boogie (best-of compilatie)
- 1990: I'm Still Here
- 1992: The Razorback Rock & Roll Tapes (met Bobby Crafford)
- 1992: Tennessee Border (met Dave Alvin)
- 1995: Hittin' That Jug (best-of compilatie)
- 1995: The Arkansas Wild Man (Sun Records recordings)
- 1996: Sonny Burgess Has Still Got It
- 1997: God's Holy Light
- 2001: Tupelo Connection
- 2003: Back to Sun Records
- 2006: Tear It Up!
- 2009: Gijon Stomp!
- 2012: Live at Sun Studios

- Bibliothèque nationale de France: cb13976999d (data)
- Gemeinsame Normdatei: 13460525X
- International Standard Name Identifier: 0000 0000 8350 815X
- Library of Congress Control Number: n92116204
- MusicBrainz: bdc377f8-5701-4dc2-9180-bb635aa4ff5c
- Virtual International Authority File: 122149106376468492992